# Lusiana Conco
Lusiana Conco es un municipio italiano de la provincia de Vicenza (región de Véneto), en el altiplano de Asiago. Fue creado el 20 de febrero de 2019 con la unión de los municipios de Lusiana y Conco.